# 憂慮する科学者同盟
憂慮する科学者同盟（ゆうりょするかがくしゃどうめい、英語: Union of Concerned Scientists; UCS）は、アメリカ合衆国（米国）の科学者団体である。
1969年、ベトナム戦争が激化しカヤホガ川の汚染が深刻になる中で、マサチューセッツ工科大学の科学者と学生によって創設された。創設者は、米国政府が科学を悪用していることに愕然とし、科学研究は軍事技術から離れて環境や社会の問題の解決に向かうべきだと宣言した。現在、地球温暖化、核軍縮、科学と民主主義などの問題に取り組んでいる。